# Серенгети
Серенге́ти — экорегион в Восточной Африке, простирающийся от севера Танзании до юга Кении к востоку от озера Виктории между 1-м и 3-м градусом южной широты и 34-м и 36-м градусом восточной долготы, и охватывающий территорию около 30 тысяч км².
Здесь обитают около 70 видов крупных млекопитающих и 500 видов птиц. Такое высокое разнообразие обусловлено разнообразием сред обитания, включая прибрежные леса, болота, луга и лесные массивы.

## Описание
Название происходит от масайского слова «siringet», означающего «бесконечные равнины». Экосистема Серенгети — одна из старейших и наиболее сохранившихся экологических систем на Земле. Более 80 процентов Серенгети занимают охраняемые территории — национальный парк Серенгети, заповедник Нгоронгоро в Танзании, заповедник Масаи-Мара в Кении и др. Серенгети находится на высоте от 920 до 1850 м над уровнем моря, и её ландшафт меняется от травянистой равнины на юге до саванн в центре и обширной лесистой местности на западе.
Климат Серенгети обычно сухой и тёплый. Основной сезон дождей — с марта по май, и небольшие дожди проходят с октября по ноябрь. Уровень осадков растёт от 508 мм на равнинах, укрываемых возвышенностью Нгоронгоро, до 1200 мм на берегах озера Виктория.
В Серенгети обитают более 4,5 млн диких копытных (антилопы, зебры, буйволы, носороги, жирафы, бегемоты), обычны слоны, львы, гепарды, леопарды, гиены, гиеновидные собаки и др.
Видные исследователи Серенгети — Бернхард Гржимек и Михаэль Гржимек.

## Галерея

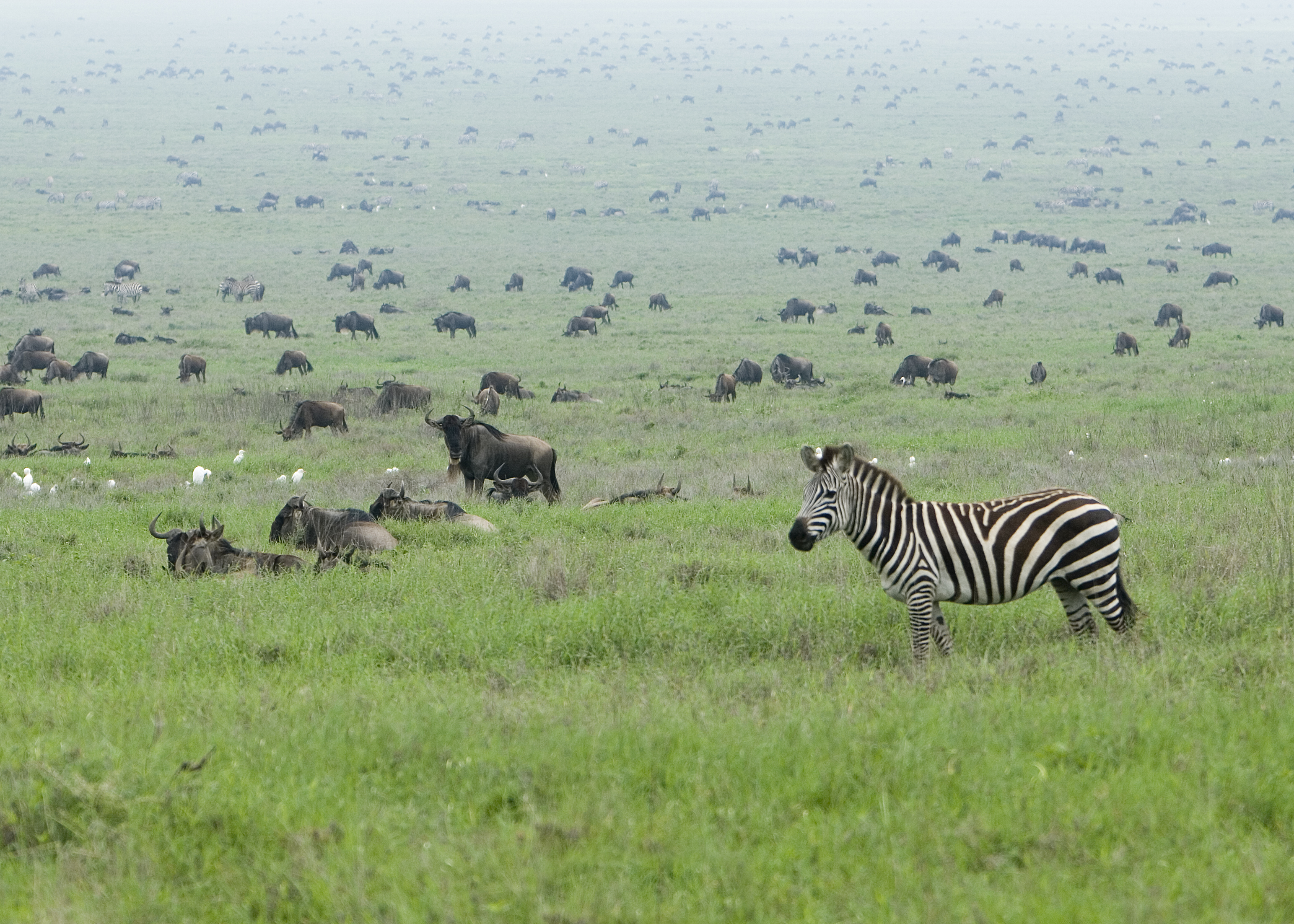
Зебры и антилопы гну во время миграции
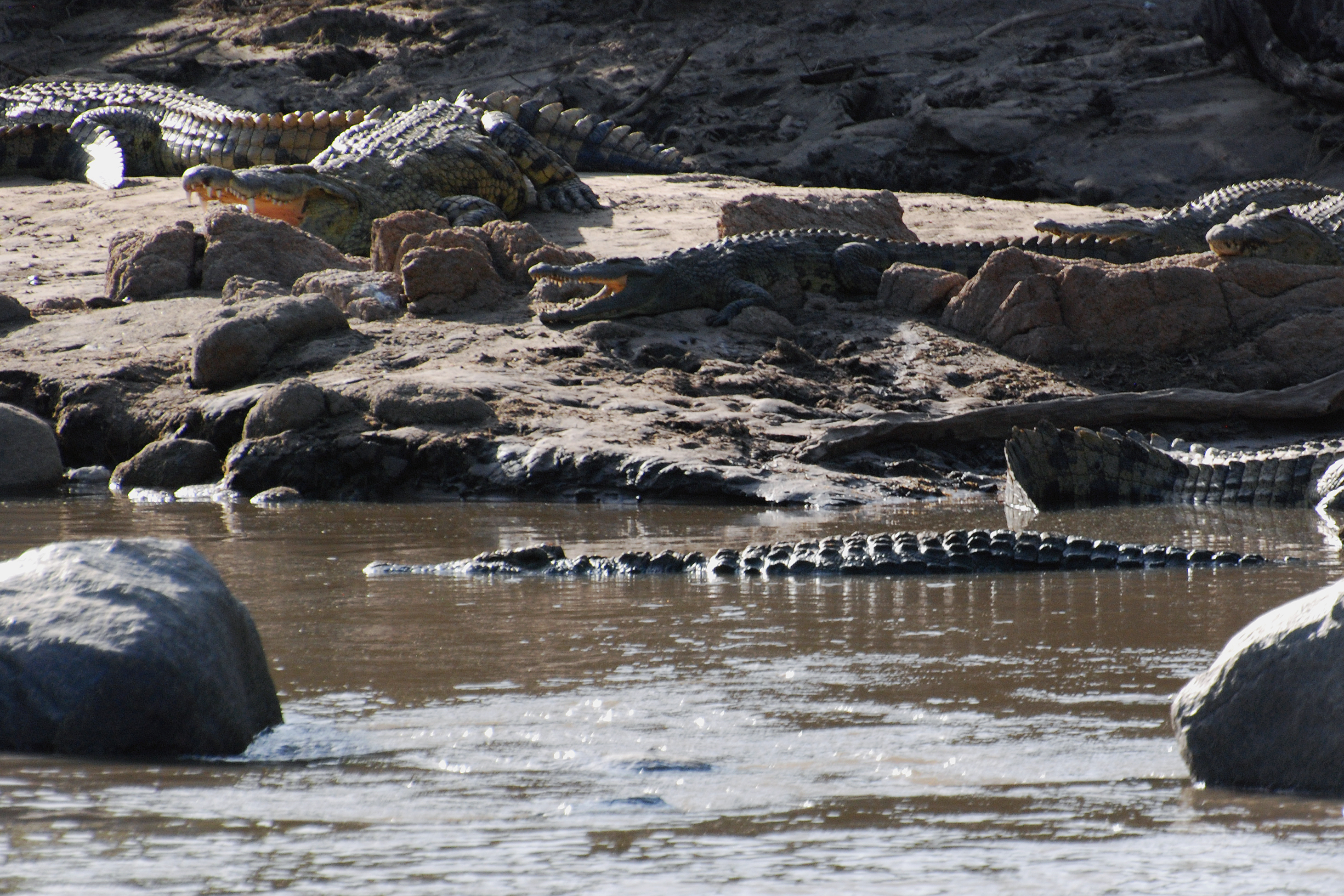
Нильский крокодил в западном Серенгети
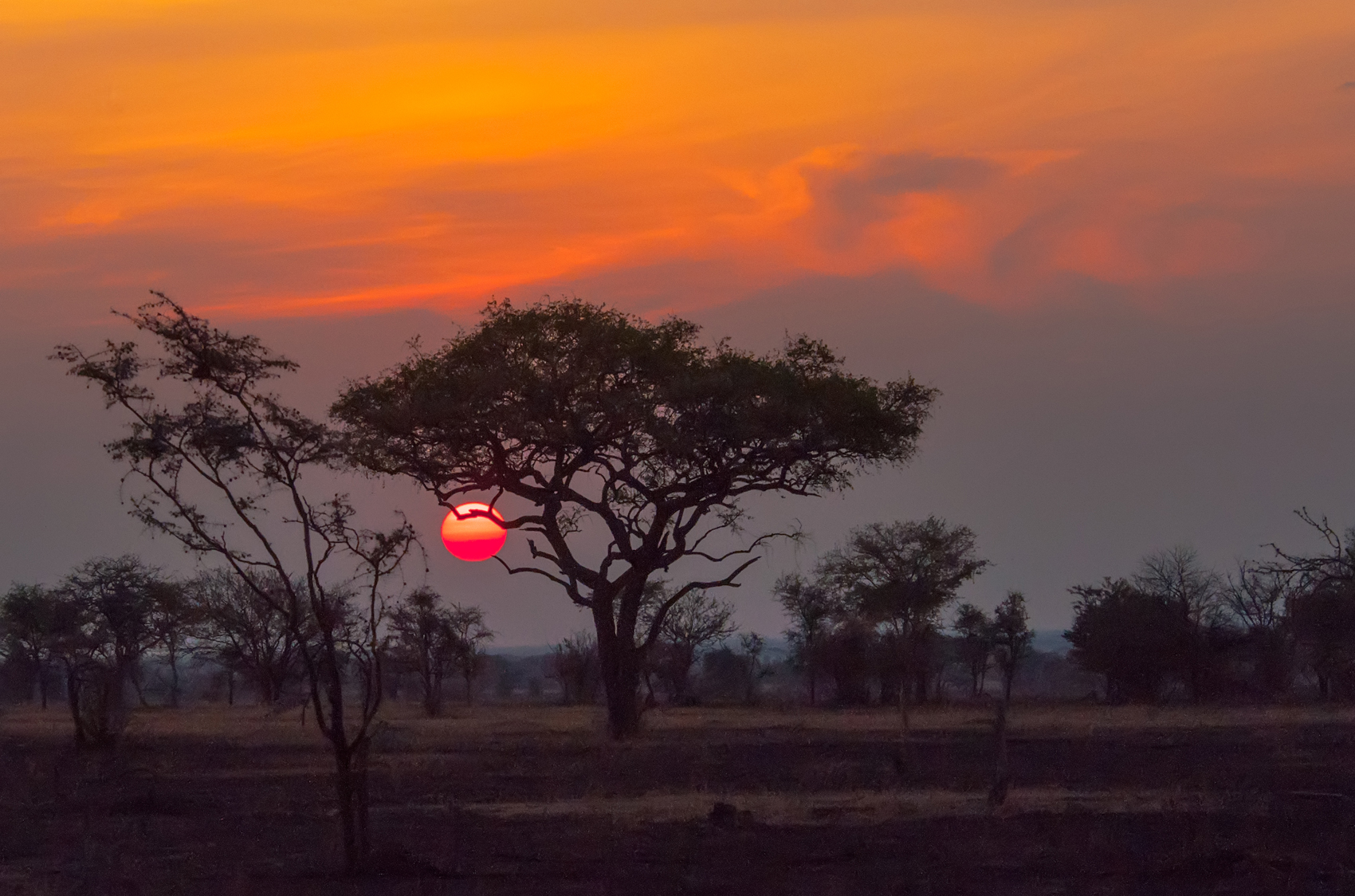
Закат
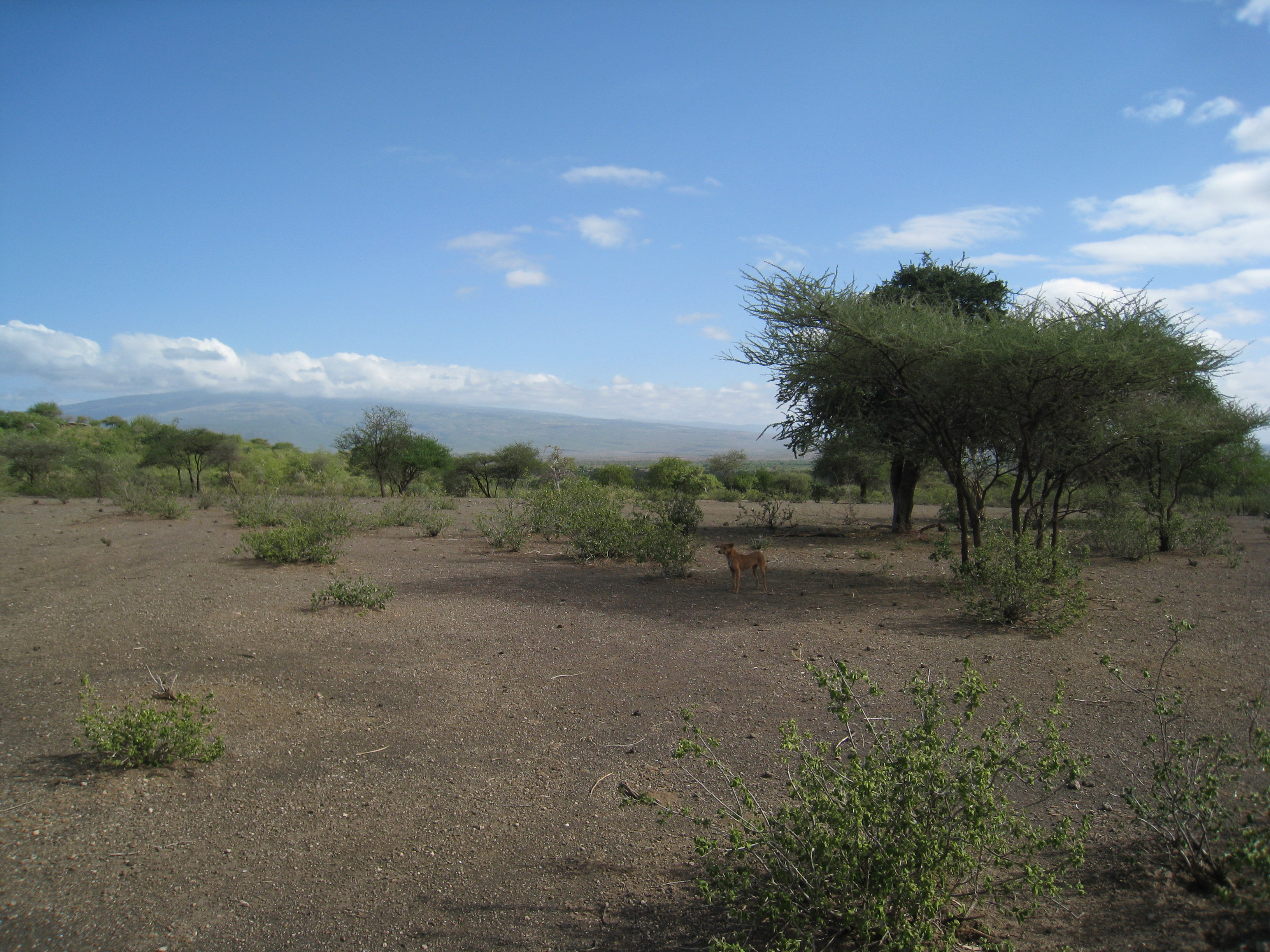
Охотничьи угодья хадза в Серенгети